# Língua tuxá
O tuxá foi uma língua indígena brasileira falada pelos índios tuxás. É uma língua ainda não classificada.

## Vocabulário
Vocabulário Tushá coletado por Antônio Likaro e Cordorina em Rodelas (em Pompeu 1958):
| Português         | Tushá     |
| ----------------- | --------- |
| sol               | enkê      |
| lua               | jerõmêkê  |
| céu               | eisrêmêkê |
| terra             | jerintin  |
| Rio São Francisco | Kaleshí   |
| homem             | junkurun  |
| mulher            | lãkãtí    |
| menino            | jití      |
| menina            | kaití     |
| cabelo            | tixí      |
| dente             | takaí     |
| orelha            | kramákê   |
| cachimbo          | tôrú      |
| teiú              | tishiriú  |

Vocabulário do Tuxá coletado do informante Maria Dias dos Santos (nascida em Rodelas) por Wilbur Pickering em Juazeiro (Bahia) no ano 1961 (em Meader 1978):
| Português                        | Tuxá                           |
| -------------------------------- | ------------------------------ |
| água                             | míáŋga                         |
| cabeça                           | kaká                           |
| cabelo                           | kakaí                          |
| cachorro                         | kašuí                          |
| carne                            | otíši                          |
| criança (menino)                 | guřituí                        |
| fogo                             | toé                            |
| fumo                             | paká                           |
| muitas                           | kalatuí                        |
| muitas cabeças                   | kalatuí kaká                   |
| ovelha                           | alvεmã́                         |
| panela                           | múnduřu                        |
| sol                              | šařóla                         |
| pessoa suja                      | šúvad̯yá                        |
| acangatara                       | góxo                           |
| cachaça                          | auříŋka                        |
| cachimbo                         | maláku                         |
| chocalho                         | mařaká                         |
| deus                             | tumpã́                          |
| dinheiro                         | kaːmbá                         |
| farinha                          | koñúna                         |
| gado                             | gadimá                         |
| melancia                         | vέřdoá                         |
| negro                            | tupiʌ́ŋka                       |
| peba                             | kabulεtέ                       |
| porco                            | mókoxέ                         |
| preá                             | šuřĩ́                           |
| soldado                          | sokodó                         |
| tatu                             | putiá                          |
| trempe                           | mυstřυ̃́                         |
| urubu                            | uříkuří tutuá (?)              |
| quem gosta de apreciar o Guarani | kalamaší; kalatuí; kalámototuá |

## Comparação lexical
Algumas semelhanças lexicais entre o yatê e o tuxá:
| Português | Tuxá     | Yatê    |
| --------- | -------- | ------- |
| cabeça    | kaˈka    | eˈtkha  |
| orelha    | kramákê  | kfaˈkhe |
| dente     | takaí    | ˈtaši   |
| carne     | oˈtiši   | ˈučši   |
| fogo      | toˈe     | ˈtowe   |
| negro     | tupiʌ́ŋka | tuˈpia  |